# Leusemia (álbum)
«Leusemia» es el primer disco oficial de la banda peruana de punk rock, Leusemia, lanzado en 1985. El álbum mantiene un estilo de rock and roll puro con canciones "sencillas y furibundas" según palabras del propio Daniel F, vocalista del grupo.[cita requerida]

## Historia
Existieron desacuerdos debido a las deficientes condiciones con el sonido que se quería grabar. No se incluyeron las canciones que el grupo tenía acostumbrado tocar en los conciertos, pues a la hora de la grabación todos tenían una canción bajo el brazo. Sin embargo, es una joya del rock peruano con éxitos como "Un lugar", "Astalculo", "Rata Sucia", canciones pogueadas por sus seguidores en los conciertos, y la canción clásica "Oirán tu voz, oirán nuestra voz". Originalmente el disco salió en formato vinilo y sin promoción alguna pero fue un éxito de ventas. 

## Lista de canciones
| LADO A |                                   |               |          |  |
| N.º    | Título                            | Música        | Duración |  |
| 1.     | «Un Lugar»                        | Daniel F      | 2:26     |  |
| 2.     | «Diarrea»                         | Daniel F      | 2:34     |  |
| 3.     | «Astalculo»                       | Raúl Montañez | 2:14     |  |
| 4.     | «Rata sucia»                      | Leo Escoria   | 2:35     |  |
| 5.     | «Oirán tu voz, oirán nuestra voz» | Daniel F      | 4:07     |  |
| 6.     | «Extinción»                       | Leo Escoria   | 2:05     |  |

| LADO B |                                                   |                                                   |          |  |
| N.º    | Título                                            | Música                                            | Duración |  |
| 1.     | «Crisis en la gran ciudad»                        | Leo Escoria                                       | 2:02     |  |
| 2.     | «Rock para intelectuales»                         | Raúl Montañez                                     | 2:15     |  |
| 3.     | «Las arañas de Matute, Marte y Kilowat»           | Raúl Montañez                                     | 2:13     |  |
| 4.     | «Decapitados»                                     | Leo Escoria                                       | 3:53     |  |
| 5.     | «Vida callejera»                                  | Kimba Vilis                                       | 1:30     |  |
| 6.     | «Uoshi-Pa-Pa Pa-Pa-Pio (O el tema del friolento)» | Daniel F, Kimba Vilis, Leo Escoria, Raúl Montañez | 2:36     |  |

| Pista adicional edición CD |                                   |          |          |  |
| N.º                        | Título                            | Música   | Duración |  |
| 13.                        | «Oirán tu voz, oirán nuestra voz» | Daniel F | 3:40     |  |

## Ediciones del disco
- Edición LP - Vinilo con 12 temas editado en 1985, por "El Virrey". Reimpreso en 2004, por "GJ Récords", y una edición especial en 2008 para EE. UU. por "Lengua Armada Discos".

- Edición CD - Disco editado en el 2000 por "IEMPSA", contiene 13 temas: los 12 temas originales más una remasterización de "Oirán tu voz, oirán nuestra voz".

## Miembros de la banda
- Daniel F: Voz y guitarra.
- Leo Escoria: Bajo y voz.
- Raúl Montañez: Primera guitarra y voz.
- Kimba Vilis: Batería y voz.
- Grabado y mezclado por Walter Vargas y Jorge León.

- Datos: Q5974066